# Marine Galstyan
Marine Galstyan (em armênio/arménio:  Մարինե Գալստյան; Erevan, 14 de junho de 1980) é uma atriz e diretora de teatro armênia naturalizada italiana.

## Biografia
Nascida em Erevan em 1980, estudou na Academia de Teatro e Cinema de Erevan e formou-se em direção na Faculdade de Artes Teatrais em 2004. Em 2002 formou-se em dança no Centro Municipal de Erevan
Em 2003 mudou-se para Itália e, entre 2003 e 2006, frequentou a Universidade de Artes Dramáticas de Erevan, onde obteve um diploma em representação teatral e cinematográfica. Em 2012, fundou a Associação Cultural Ítalo-Armênia e a companhia de teatro InControVerso.
Marine casou-se com o colega de trabalho Sargis Galstyan e fala, além de armenio, italiano, russo e inglés.

## Televisão
- Parnas (Armenia1, 2000–2003)
- Tutto il mondo è paese (2020) dir. Giulio Manfredonia
- Un posto al sole (2020)[3]

## Teatro
- Uma Casa de Bonecas, de Henrik Ibsen, dir. de Rafael Jrbashyan (2006)
- Mateo Falcone, de Prosper Mérimée, dir. de Marine Galstyan (2006)
- Antigone, de Jean Anouilh, dir. de Rafael Jrbashya (2007)
- Il rischio, d'Eduardo De Filippo, dir. de  Rafael Jrbashyan (2009)
- Tio Vânia, d'Anton Tchekhov, rdir. de David Harutyunyan (2010)
- A Gaivota d'Anton Čechov, dir. de Rafael Jrbashyan (2011)
- La strana notte di Vico Renica d'Igiaba Scego, dir. de Migel Rosario (2011)
- Enrtre quatro paredes de Jean-Paul Sartre, dir. de Marine Galstyan.
- L'appartamento sold out de Francesco Apolloni, dir. de Vanessa Gasbarri (2015)
- Il grande male, de Sargis Galstyan, dir. de Sargis Galstyan. (2015)
- Reality, d'Alessandro Sena, dir. d' Alessandro Sena. Teatro Cometa Off di Roma (2017)
- Play Hamlet, de William Shakespeare, dir. d'Alessandro Sena. Teatro Cometa Off di Roma (2017)
- Se la terra trema, de Maria Inversi.
- Valium, de Alessandro Sena. Teatro della Cometa di Roma (2020)
- Pole Dance, de Sargis Galstyan. Teatro Cometa Off di Roma (2020)
- Forse non lo sai, ma pure questo è amore, d'Alessandro Sena. Teatro Cometa Off di Roma (2021)
- Pericolosamente, d'Eduardo De Filippo, dir. de Alessandro Sena (2021)
- Proposta di matrimonio d'Anton Čechov, dir. de Marine Galstyan (2021)

## Cinema
- Bella, dir. Notre Dame De Paris (2003)
- T'amo e t'amerò, dir. Arthur Vardanyan (2004)
- Il caso di Amati Malik, dir. Emanuele Turbanti (2008)
- Miradas, dir. Lorenzo Righini (2013)
- Coupe Fatale, dir. Raffaele Totaro (2013)
- Il ragazzo della Giudecca, dir. Alfonso Bergamo (2016)
- In the Same Garden, dir. Ali Asgari (2016)
- Il resto con i miei occhi, dir. Massimiliano Amato (2017)
- Corrida de Toros, dir. Fabio Romani e Fabio Pollio (2021)